# 杉戸町立西小学校
杉戸町立西小学校（すぎとちょうりつにししょうがっこう）は、埼玉県北葛飾郡杉戸町高野台南5丁目にある公立小学校。

## 沿革
- 1871年（明治4年） - 茨島に博愛校として開校。
- 1891年（明治24年） - 高野尋常小学校と改称。
- 1941年（昭和16年） - 国民学校令により、高野国民学校と改称。
- 1947年（昭和22年） - 学制改革により、高野村立高野小学校と改称。
- 1955年（昭和30年）2月11日 - 町村合併により、杉戸町立高野小学校と改称。
- 1956年（昭和31年）4月 - 杉戸町立西小学校と改称。
- 1973年（昭和48年）
  - 7月5日 - 新校舎が落成し、この日を開校記念日と定めた。
  - 10月 - 校歌が制定される。
- 1987年（昭和62年）4月1日 - 住居表示整理により、現在の学校番地となる。
- 1994年（平成6年）4月1日 - 児童数の増加により、高野台小学校を新設分離する。

## 通学区域
- 大字下高野字箕輪、字宮之下前、字道六神、字主殿新田、字浅間前、字堤合、字上河原、字江下野の一部（167番地、168番地、171番地～178番地、181番地～227番地）、字出戸の一部（348番地～352番地）、字堂之下の一部（1292番地～1299番地、1343番地、1344番地6号、2650番地）、大字下野、高野台西（1丁目～6丁目）[2]